# Pseudanthias conspicuus
Pseudanthias conspicuus es una especie de peces de la familia Serranidae en el orden de los Perciformes.

## Hábitat
Es un pez  de mar de clima tropical y asociado a los  arrecifes de coral.

## Distribución geográfica
Se encuentra en la India.